# Bizau
Bizau är en ort och kommun i distriktet Bregenz i förbundslandet Vorarlberg i Österrike. Kommunen har 1 117 invånare (2024).

## Geografi
Bizau ligger söder om Bodensjön på 681 m ö h. Bizau ligger i alpregionen Bregenzerwald.
Av ytan är 42,7 % skog och 23,8% berg.

## Historia
Första gången Bizau omnämns är i Goswin von Ems urkund daterad 1297. Under Habsburgarnas styre tillhörde Bizau omväxlande Vorarlberg, grevskapet Tyrolen och Vorderösterreich (Freiburg im Breisgau). Mellan 1805 och 1814 tillhörde orten Bayern, sedan åter Österrike. Sedan grundandet 1861 har Bizau tillhört Vorarlberg. Orten tillhörde den franska ockupationszonen 1945-1955.

## Demografi
| År   | Invånare |
| ---- | -------- |
| 1991 | 851      |
| 2001 | 960      |
| 2002 | 1 013    |

2002 hade orten 6,7 procent utländska invånare.

## Näringsliv och infrastruktur
I Bizau finns 23 företag (2003) med totalt 123 anställda och 8 lärlingar.
Turismen är mycket viktig, under räkenskapsåret 2001/2002 hade orten totalt 31 084 hotellövernattningar.
I Bizau finns en förskola och en skola med 60 elever.